# Rachael Kidder
Rachael Kidder est une joueuse de volley-ball américaine née le 14 août 1991 à Woodland Hills (Californie). Elle mesure 1,91 m et joue au poste de réceptionneuse-attaquante.

## Clubs
| Club                                  | De        | À         |
| ------------------------------------- | --------- | --------- |
| University of California, Los Angeles | 2009-2010 | 2011-2012 |
| Valencianas de Juncos                 | jan 2013  | mars 2013 |
| Criollas de Caguas                    | avr 2013  | avr 2013  |
| IHF Volley Frosinone                  | 2013-2014 | 2013-2014 |
| Gigantes de Carolina                  | 2015-2015 | …         |